# Luther (serial)
Luther este un serial psihologic britanic, al cărui personaj principal este detectivul John Luther.
Primul sezon de 6 episoade a rulat pe BBC One în perioada 4 mai - 8 iunie 2010, iar al doilea sezon de 4 episoade a rulat în vara anului 2011, în perioada 14 iunie - 5 iulie. Serialul a fost reînnoit și pentru sezonul 3, perioada de difuzare nefiind încă oficială. 
Creatorul serialului, Neil Cross, a declarat că Luther conține influențe destul de clare de la Sherlock Holmes și Columbo: prin calitățile sale și atitudinea, abordarea nestandard și specială asupra rezolvării cazurilor, Luther se aseamănă cu Sherlock Holmes, iar prin formatul show-ului, când telespectatorul știe cine este vinovatul, dar nu știe cum va fi prins, este inspirat din serialul Columbo.

## Subiect
Serialul spune povestea detectivului John Luther, interpretat de Idris Elba, un om cam sărit de pe fix, dar cu sclipiri de geniu în meseria lui de investigator. Separat de soția sa, pe care o iubește enorm, el iși împarte timpul între rezolvările crimelor și încercările de a-și reface căsnicia. Luther este un bărbat capabil de sentimente puternice, posesiv, uneori chiar periculos, care nu pune legea deasupra rezolvării unui caz sau deasupra salvării unei vieți.

## Distribuția și personajele
- Idris Elba - rolul detectivului John Luther
- Ruth Wilson - rolul sociopatei Alice Morgan
- Warren Brown - rolul sergentului Justin Ripley
- Steven Mackintosh - rolul detectivului Ian Reed
- Indira Varma - rolul soției Zoe Luther
- Paul McGann - îl interpretează pe Mark North
- Aimee-Ffion Edwards - protejata personajului principal Jenny Jones
- Dermot Crowley - Martin Schenk

## Premii și nominalizări
- Satellite Awards - 2 nominalizări Idris Elba pentru cel mai bun rol principal într-o miniserie sau film de televiziune / o nominalizare pentru cel mai bun rol principal feminin - Ruth Wilson
- BetAwards - Idris Elba deținătorul trofeului celui mai bun actor principal
- Premiile Emmy - o nominalizare pentru cel mai bun rol principal într-o miniserie sau film de televiziune - Idris Elba
- Globul de Aur - 2 nominalizări pentru cel mai bun rol principal într-o miniserie sau film de televiziune - Idris Elba